# Bopindolol
Bopindolol (INN) là một thuốc chẹn beta. Nó là một ester hoạt động như một tiền chất cho chất chuyển hóa hoạt động của nó 4-(3-t -butylamino-2-hydroxypropoxy) -2-methylindole.